# Gopinath Munde

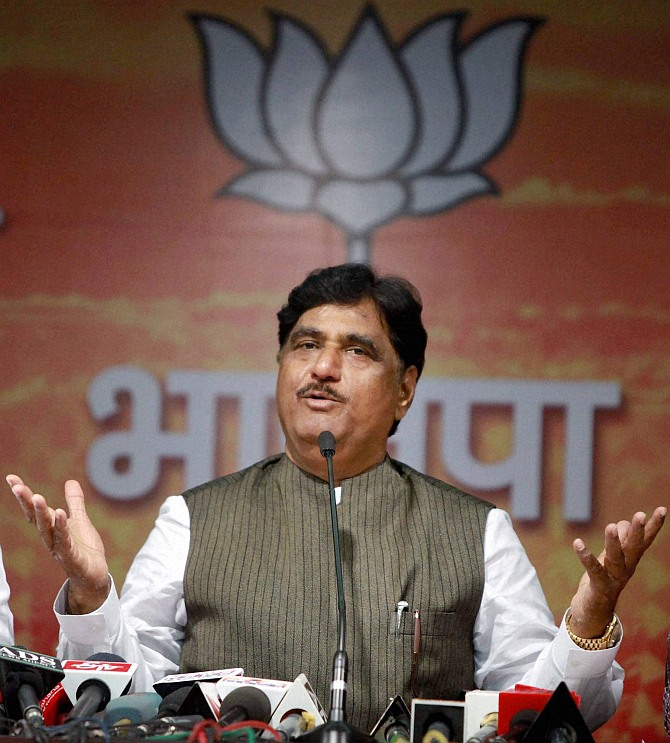
Gopinath Munde, 2012

Gopinath Pandurang Munde (Marathi und Hindi गोपीनाथ पांडुरंग मुंडे Gopīnāth Pāndurang Muṇḍe; * 12. Dezember 1949 in Nathra, Maharashtra; † 3. Juni 2014 in Neu-Delhi) war ein indischer Politiker der Bharatiya Janata Party (BJP). Er  war kurzzeitig Minister für ländliche Entwicklung im Kabinett Modi I.

## Leben
Munde, der aus einer armen Bauernfamilie aus dem Distrikt Beed stammte, absolvierte nach dem Besuch der Zilla Parishad School ein Studium der Handelsbetriebslehre am Ambejogai College und begann sich während des Studiums politisch zu engagieren.

### Abgeordneter der Vidhan Sabha und Vize-Chiefminister von Maharashtra
1980 wurde er als Kandidat der von Atal Bihari Vajpayee und anderen neugegründeten Bharatiya Janata Partei (BJP) erstmals zum Abgeordneten in das Unterhaus (Vidhan Sabha) von Maharashtra (Maharashtra Legislative Assembly) gewählt und gehörte diesem für eine Legislaturperiode bis 1985 an. 1990 gelang es ihm erneut zum Abgeordneten des Unterhauses seines Heimatstaates gewählt zu werden und gehörte diesem nunmehr bis 2009 an.
Während dieser Zeit fungierte er zwischen dem 12. Dezember 1991 und dem 14. März 1995 als Oppositionsführer in der Vidhan Sabha. Anschließend wurde er nach dem Amtsantritt von Manohar Joshi von der Shiv Sena als Chief Minister von Maharashtra am 14. März 1995 stellvertretender Chiefminister sowie zugleich Innenminister des Bundesstaates und bekleidete diese Ämter bis zum Ende von Joshis Amtszeit am 17. Oktober 1999.

### Abgeordneter der Lok Sabha und Unionsminister
Bei der Parlamentswahl in Indien 2009 wurde Munde im Wahlkreis Beed schließlich für die BJP als Abgeordneter in die Lok Sabha, das Unterhaus des indischen Parlaments gewählt. Bei der Parlamentswahl in Indien 2014 konnte er sein Mandat als Unterhausabgeordneter verteidigen.
Nach der Wahl, die zu einem erdrutschartigen Wahlsieg der BJP führte, wurde Munde am 26. Mai 2014 von Premierminister Narendra Modi zum Minister für ländliche Entwicklung (Union Cabinet Minister for Rural Development) in dessen Kabinett berufen. Bei der für 2014 vorgesehenen Wahl zur Vidhan Sabha von Maharashtra war Munde als Spitzenkandidat der BJP vorgesehen und galt damit als möglicher Anwärter auf das Amt des Chief Minister.
Am 3. Juni 2014 kam Munde nach einem Verkehrsunfall in Delhi ums Leben. Den Ärzten des AIIMS-Krankenhauses zufolge, in das er gebracht worden war, hatte keine äußeren Verletzungen erlitten, sondern soll einen plötzlichen Herztod erlitten haben. Nach seinem Tod wurde das Ministeramt kommissarisch von Nitin Gadkari, dem Minister für Land- und Wasserstraßenverkehr, übernommen.
Munde war mit Pradnya Munde verheiratet, einer jüngeren Schwester des 2006 ermordeten Politikers und ehemaligen Ministers Pramod Mahajan. Eine seiner drei Töchter, Pankaja Munde-Palve, ist ebenfalls Abgeordnete der Vidhan Sabha von Maharashtra.